# Estadio Zimbru
El estadio Zimbru es un estadio de fútbol situado en Chisináu (Moldavia), inaugurado en 2006 con una capacidad de 10 500 espectadores. Es el estadio oficial del FC Zimbru Chişinău y de la selección moldava de fútbol.

## Historia
La construcción del estadio duró veintisiete meses, y costó unos once millones de dólares. El estadio fue inaugurado el 20 de mayo de 2006 con la celebración de un partido amistoso entre el FC Zimbru y el Krylia Sovetov Samara.
La zona vip está autorizada para 250 personas. El estadio tiene todos los requisitos para jugar tanto partidos internacionales como nacionales.